# Aéroport de Radisson Grande-Rivière
Pour les articles homonymes, voir Grande Rivière et Radisson (homonymie).
L'aéroport de Radisson Grande-Rivière, (code IATA : YGL • code OACI : CYGL) aussi appelé «aéroport de Radisson» ou encore «aéroport La Grande Rivière», est un aéroport du Québec situé dans la région subarctique du Grand-Nord québécois, à 30 kilomètres de la localité de Radisson. Il est relié à Radisson par une route d'excellente qualité, dont la maintenance est assurée régulièrement en toutes saisons. Ainsi, il reste accessible toute l'année, tandis que le lien routier entre Radisson et son aéroport est également disponible 12 mois sur 12, même par temps de blizzard (un service de salage de la route est immédiatement effectué en cas de besoin). 

## Opérateurs et destinations
| Compagnies | Destinations                                       |
| ---------- | -------------------------------------------------- |
| Air Inuit  | Kuujjuarapik, Montréal (P.-E.-Trudeau), Puvirnituq |

Édité le 13/04/2025